# Церква Успіння Пресвятої Богородиці (Скородинці, ПЦУ)
Церква Успіння Пресвятої Богородиці в Скородинцях — парафія і храм православної громади Чортківського деканату Тернопільсько-Теребовлянської єпархії Православної церкви України в селі Скородинці Чортківського району Тернопільської области.

## Історія
У 1728 році в Скородинцях була збудована дерев'яна церква святого Архістратига Михаїла. Після спорудження нового храму Успіння Пресвятої Богородиці у 1913 році стару церкву продали до села Майдан.
Новий кам'яний храм освятили в 1914 році. У 1976 році місцевий художник розписав святиню та створив Хресну Дорогу, а в 1983–1984 роках бучацькі майстри пофарбували церкву ззовні. У 1994 році розписи було оновлено, а у 1996 році храм поповнився іконою Почаївської Матері Божої.
У 2006–2007 роках збудували нову дзвіницю. У 2006 році було знайдено найбільший дзвін «Нестор», який зберігся з часів війни. На престольне свято парафію відвідав єпископ Тернопільський і Теребовлянський Павло.
15 грудня 2018 року храм і парафія перейшли до ПЦУ.

## Парохи
- о. Дмитерко
- о. Теодор Лопушинський
- о. Володимир Чижевський
- о. Василь Мельник
- о. Нестор Погорецький (11 квітня 1927 — 15 березня 1935)[джерело?]
- о. Володимир Переволоцький (1930—1940)
- о. Іван Гайдукевич (служив 25 років)
- о. Богданець
- о. Валігура
- о. Михайло Онук
- о. Деонізій Швигар
- о. Роман Левенець
- о. Михайло Симець (1981—1987)
- о. Богдан Заяць (1987—1999)
- о. Мирон Заяць (від 1999 донині)